# Baguette

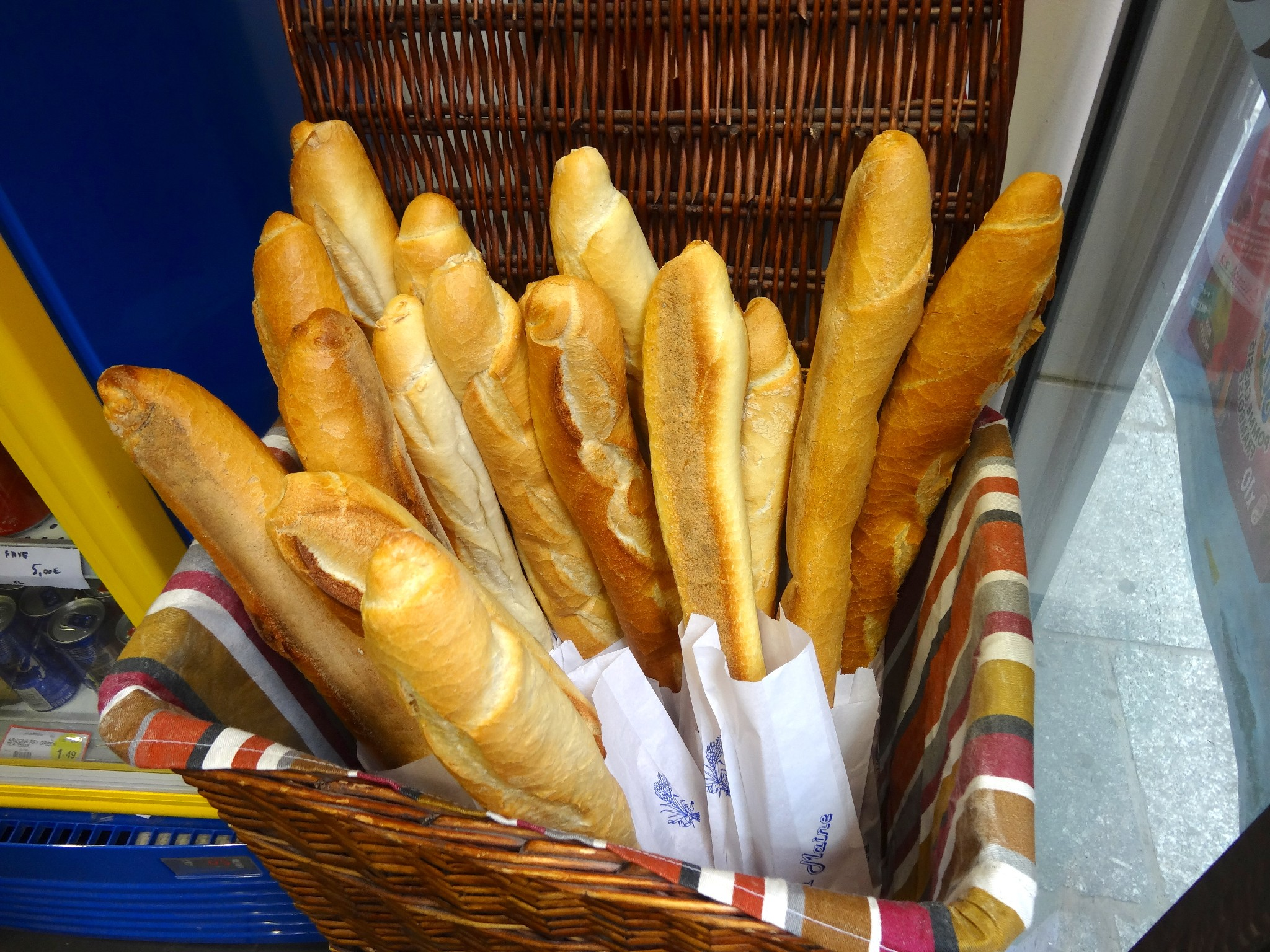
Baguettebrote

Das bzw. die Baguette (im Französischen nur weiblich: „la baguette“; [baˈgɛt]), in Deutschland auch Stangenweißbrot, Pariser Weißbrot oder kurz Pariser, in der Schweiz auch Parisette, ist ein langgestrecktes, knuspriges Weißbrot französischen Ursprungs. Die Porung der Krume ist immer sehr grob und ungleichmäßig, der Anteil an Kruste im Verhältnis zur Krume ist hoch und für den kräftig-aromatischen Geschmack verantwortlich. Das Brot lässt sich leicht brechen und eignet sich dadurch als Beilage zu anderen Speisen.

## Geschichte
Das französische baguette bedeutet „kleiner Stock, Stab“. Die Nachsilbe „-ette“ ist ein französisches Diminutiv (wie bei Oper → Operette). Das französische Wort wurde aus gleichbedeutend italienisch bacchetta entlehnt, einer Verkleinerungsform von bacchio („Stock, Stab“), das unter Vermittlung eines vulgärlateinischen baccus aus bacculus auf lateinisch baculum („Stock, Stab“) zurückgeht.

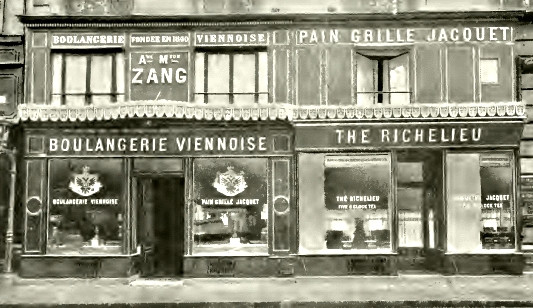
Die „Boulangerie Viennoise“ des August Zang (um 1909)

Während der Französischen Revolution erfreuten sich neben den populären Kugelbroten (französisch boules, daher auch französisch boulangerie für die Bäckerei) auch Flöten (französisch flûtes) großer Beliebtheit, die bereits als längliche Vorgängerin anzusehen sind. Eine Entstehungsversion legt im Hinblick auf die Baguette einen Bezug zu Wien nahe. Der Wiener August Zang gründete um 1839 in Paris die „Wiener Bäckerei“ (französisch boulangerie viennoise) in der rue de Richelieu 92. Aus dem Kipferl soll er hier auch das Croissant entwickelt haben, Baguettes verkaufte er ab 1840 als „Wiener Brot“ (französisch pain viennois). Auch dem Ingenieur Fulgence Bienvenüe wird die Erfindung der Baguette zugeschrieben. Eine andere Überlieferung verweist auf einen Polen, der in Paris eine lange Teigführung mit einem speziellen Hefevorteig (französisch poolish) entwickelt hat, die heute noch bei der Baguette-Herstellung Anwendung findet. Gegen Ende des 19. Jahrhunderts eroberte die Baguette den Pariser Markt, mit Beginn des 20. Jahrhunderts breitete sie sich in allen Städten Frankreichs aus.
Bis 1986 gab es für Baguettes einen Höchstpreis. Im September 1993 verfügte der damalige Premierminister Édouard Balladur in einem Dekret strenge Auflagen für die Herstellung der gesetzlich geschützten „Baguette nach französischer Tradition“ (französisch baguette de tradition française). Diese Baguette darf nur Weizenmehl, Wasser, Salz und Hefe beinhalten und muss am Verkaufsort einer handwerklichen Bäckerei (französisch boulangerie artisanale) hergestellt werden. Diese Bäcker müssen ihren Baguette-Teig selbst herstellen, ohne Zugabe von Lebensmittelzusatzstoffen und chemischen Gärmitteln. Als Zusatzstoffe sind nur Bohnenmehl (< 2 %), Sojamehl (< 0,5 %) und Weizenmalzmehl (< 0,3 %) zugelassen. In Paris wird seit 1994 jährlich der beste Baguette-Bäcker im „Concours de la meilleure baguette de Paris“ ermittelt, der zur Belohnung den Élysée-Palast beliefern darf. Als im April 2008 wegen Knappheit der Weizenpreis stieg, stiegen weltweit auch die Brotpreise. In Frankreich überstieg der Preis für die Baguette die Preisgrenze von 1 Euro, was Proteste auslöste.

## Herstellung
Die Teigführung beim Baguette bedeutet wenig Hefe, lange Ruhezeiten und kühle Temperaturen. Lange war die Teigführung mit gegorenem Teig (französisch pâte fermentée) stark verbreitet. Heute liegen Weizensauerteig (französisch levain) und Vorteig (französisch pouliche) stärker im Trend.
Die Baguette wird aus Weizenmehl, Wasser, Kochsalz und Backhefe hergestellt. Neben der Form unterscheidet es sich von anderen Weißbroten durch die Teigführung: Geringer Hefeanteil, hohe Teigausbeute (165), kühle, lange Führung, oftmals mit Vorteig, eventuell mit Weizensauer – in Frankreich meistens mit altem Teig vom Vortag – tragen zu einer starken, grobporigen Auflockerung bei. Der Teig wird schonend geknetet und aufgearbeitet, insbesondere werden die abgeteilten Teigstücke nur noch gerollt (am besten zwei Mal). Um den kräftigen Ausbund in der Kruste zu erzielen, werden die Teiglinge vor dem Backen mit tiefen, lang geschwungenen, schrägen Einschnitten versehen und bei knapper Gare in den Ofen geschoben. Gebacken wird mit kräftiger Schwadengabe (mit viel Wasserdampf) bei abfallender Hitze und dementsprechend relativ lange. Die lange Backzeit, die schlanke Form und der starke Ausbund führen zum hohen Krustenanteil des Baguettes.
In Betrieben mit Automatisierungsanteil wird die Fertigung der Baguettes in Teilen z. B. mit Hilfe eines Baguettelangrollers oder anderer spezialisierter Maschinen bewerkstelligt. Mit der industriellen Produktion hat sich die Struktur des französischen Baguettes verändert: Die Krume wurde heller und die Porung feiner. Um die maschinelle Verarbeitung zu erleichtern, wurde der Teig fester gehalten und Backtriebmittel verwendet.

## Französische Baguette-Arten und ihre Verwendung

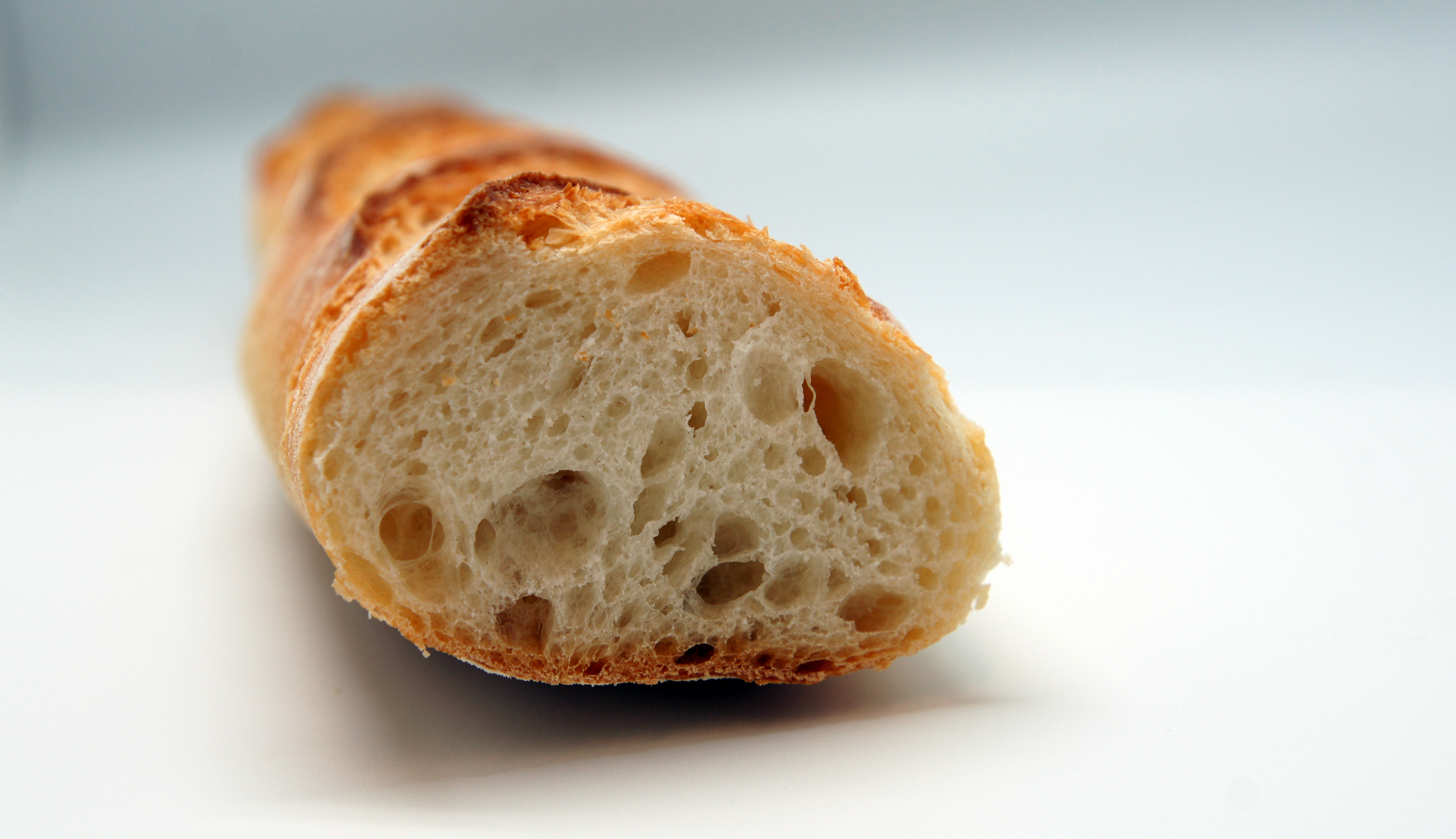
Porung eines traditionellen französischen Baguettes
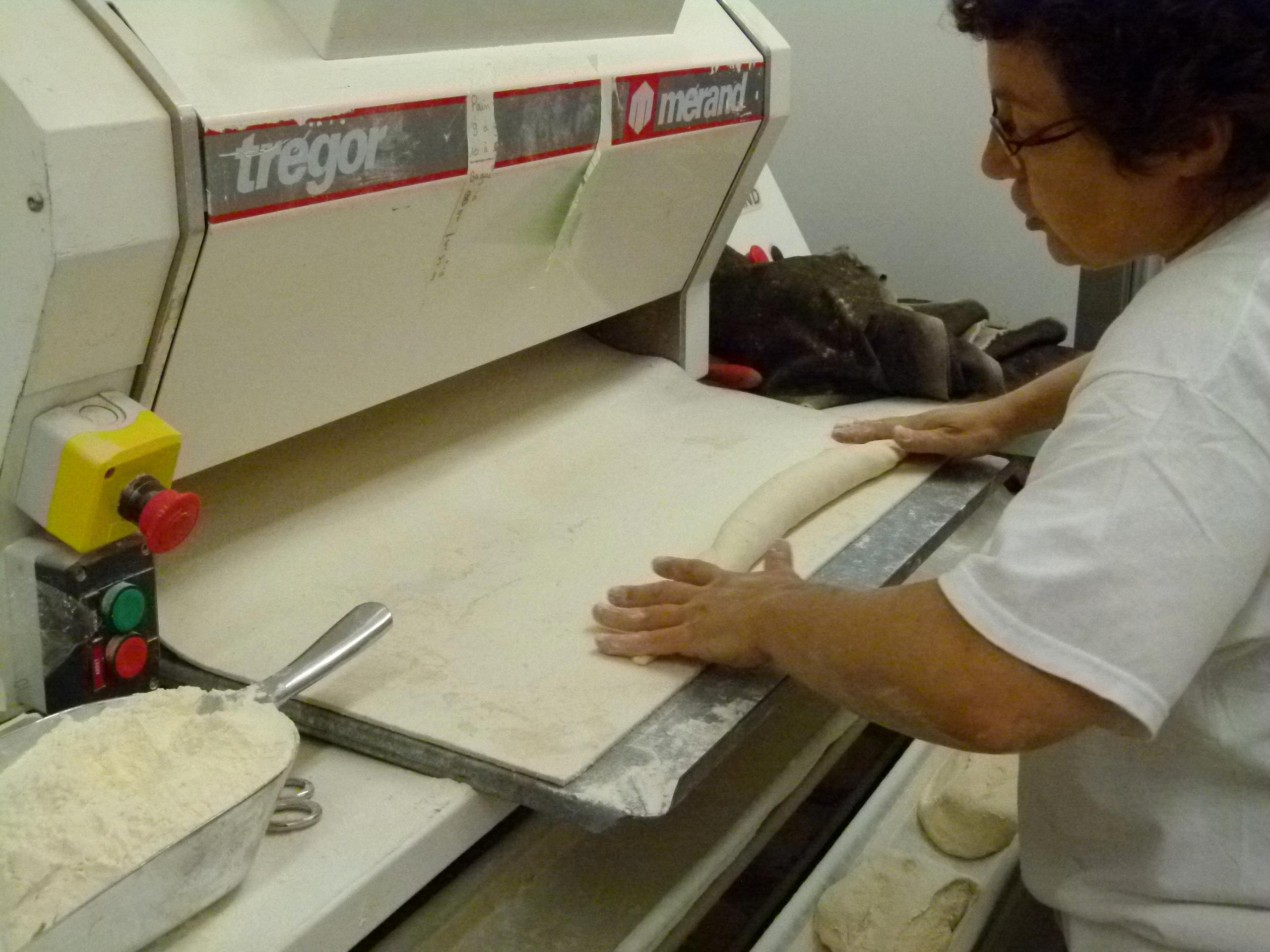
Baguettelangroller
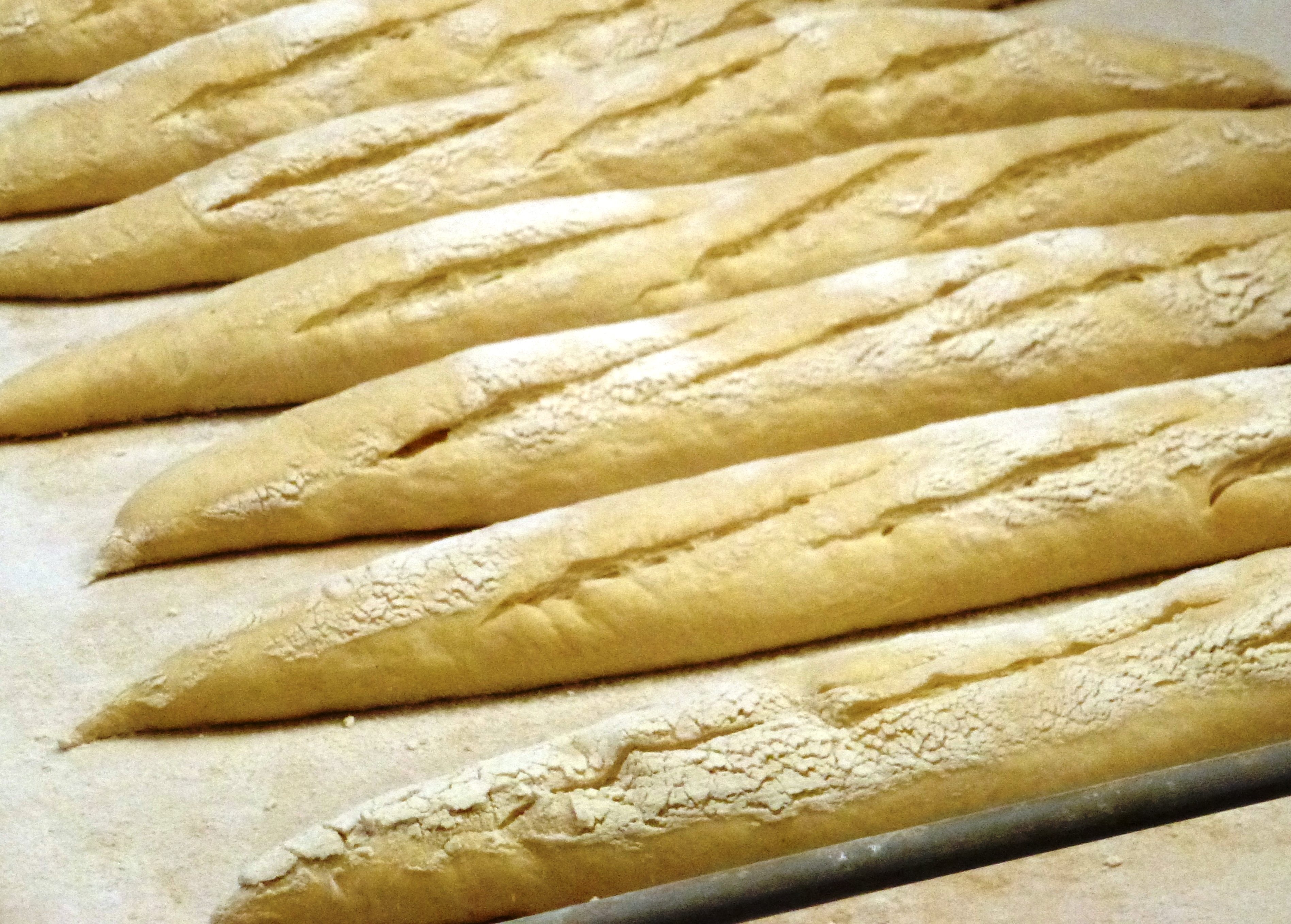
Spitz-Baguette vor dem Backen
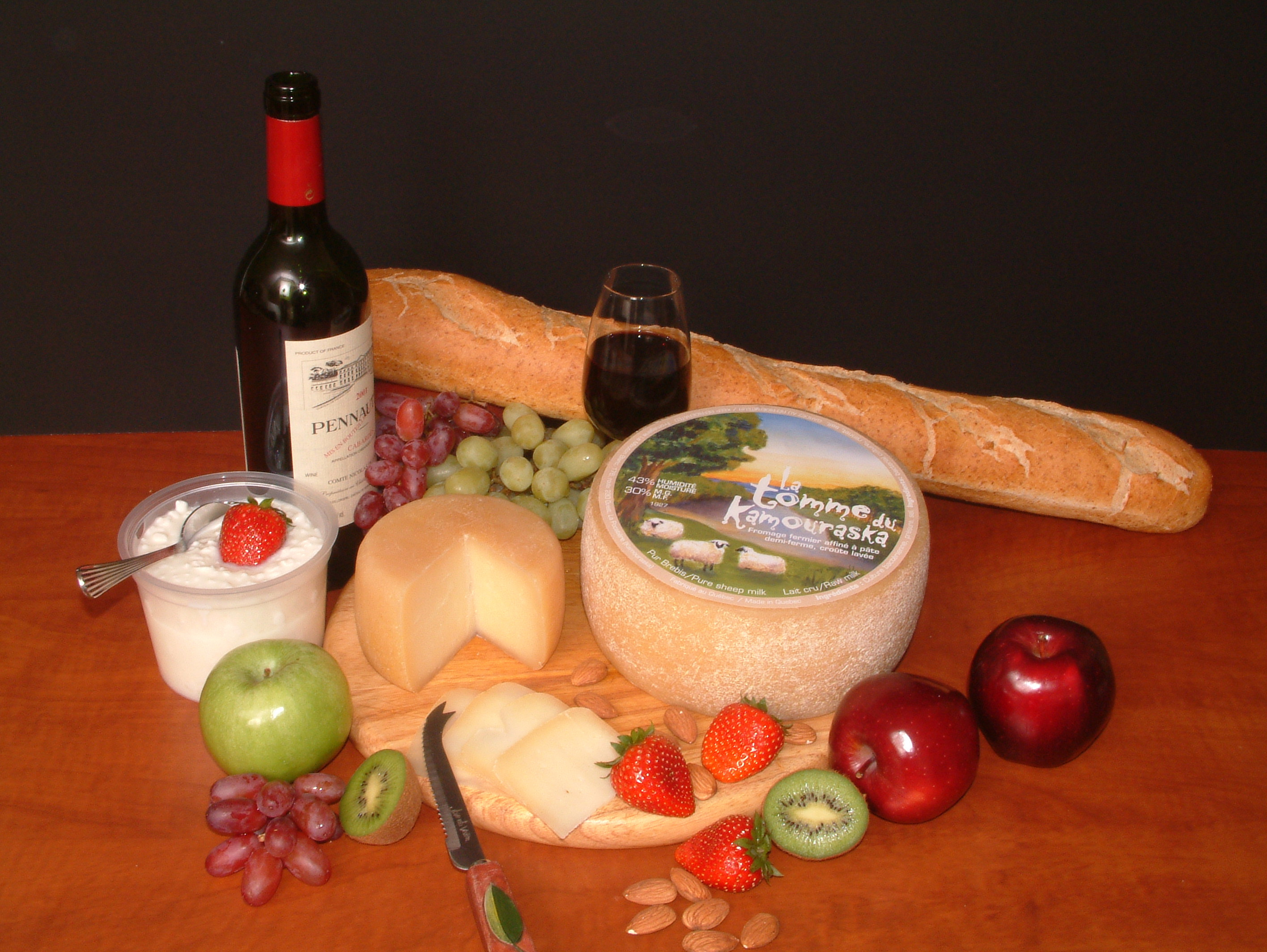
Baguette ist die typische Ergänzung zu Wein, Käse, Salaten und Suppen
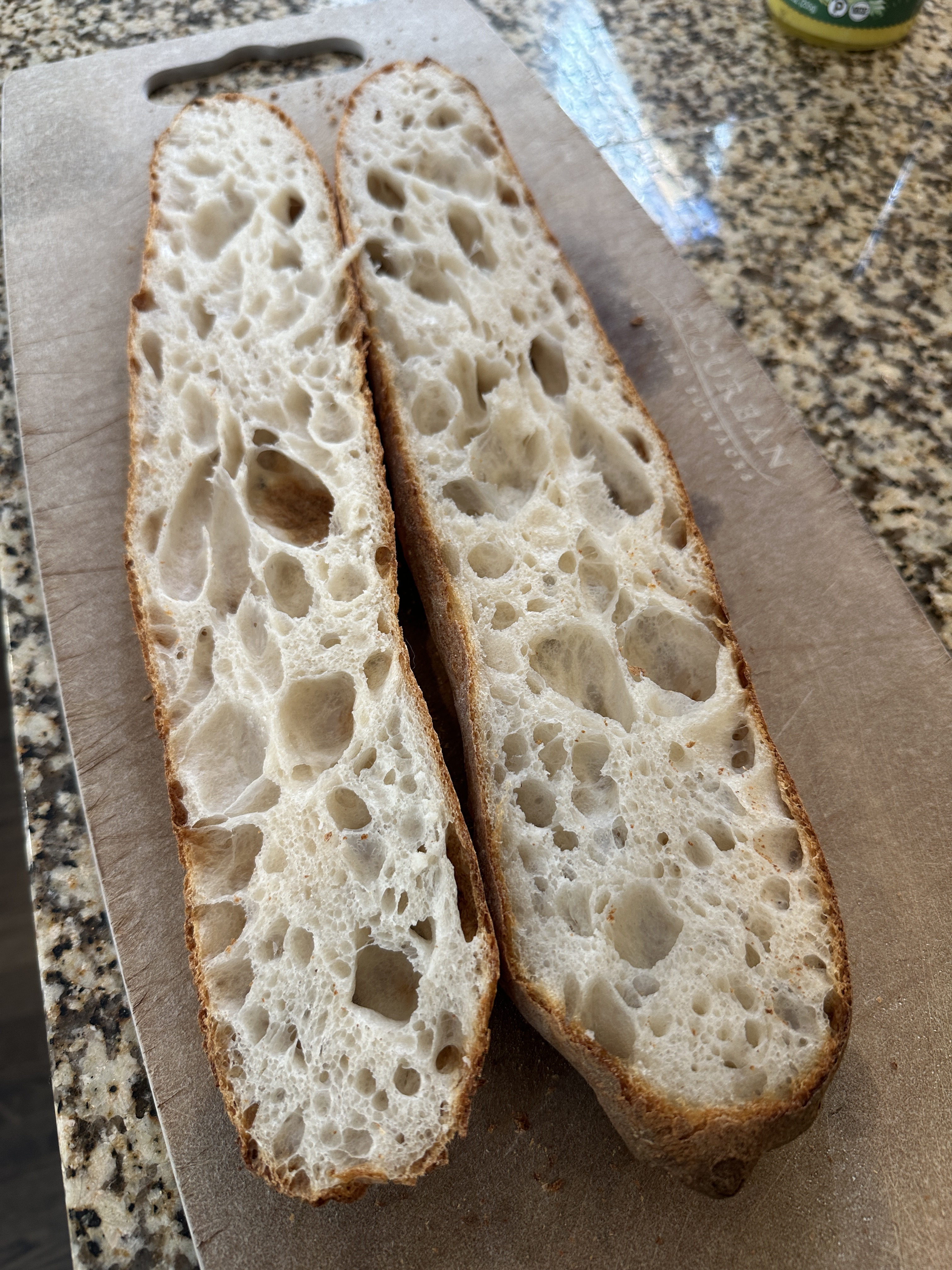
Aufgeschnittenes Baguette

- Baguette: Gewicht: 240 bis 310 Gramm, Länge: etwa 55 bis 70 Zentimeter;[12] Ovaler Querschnitt: etwa fünf Zentimeter
- Flûte (Flöte): Gleiches Gewicht, doppelte Länge, aber halbe Dicke eines Baguettes (in den USA mitunter als „parisienne“ bezeichnet). Oder doppelte Dicke bei gleicher Länge (z. B. im Saarland)
- Pain (Brot): Gleich lang wie ein Baguette, aber dicker, Gewicht: etwa 400 Gramm
- Ficelle (Faden): Gleiches Gewicht, länger und dünner als ein Baguette
- Demi-Baguette, Tiers: Baguette in Form eines Sandwich-Brötchens
- Boule (Ball): Ein großes rundes Brötchen
- Bâtard (Bastard): Restteig, der nach der Baguetteproduktion übrig bleibt. Entspricht in Form und Größe in etwa einem Rugby-Ball (ca. 30 cm Durchmesser)

Tatsächlich wird nur die erste Variante in Frankreich als Baguette, die anderen Formen werden stets wie oben beschrieben bezeichnet. Pain ist oft aus einem anderen, leicht säuerlichen Teig, der sich länger frisch hält, und besonders geeignet, wenn das Brot nicht bald nach dem Kauf verzehrt werden soll.
Alle Baguette-Arten (ggf. mit Ausnahme des Pain) sind Brote, die an der Luft schnell austrocknen und daher stets frisch gekauft (meist kurz vor dem Mittag- bzw. Abendessen) und zügig verzehrt werden. Brot wird in der französischen Küche meist anstatt der in anderen Küchen üblichen Sättigungsbeilage (Reis, Kartoffeln, Nudeln) gereicht; oft wird es auch zu Speisen gereicht, die solche Beilagen enthalten. Ein französisches Essen ohne Weißbrot gilt als unvollständig und gleichsam unvorstellbar. Es dient in der Alltagsküche auch dazu, Reste der Sauce vom Teller zu wischen und aufzuessen und so den Verzehr einer Speise feierlich zu beenden. Unverzichtbar ist das Weißbrot bei dem in fast jedem Mittag- und Abendessen enthaltenen Käsegang, der oft das Essen beschließt; nur zu süßen Speisen, die jedoch nicht bei jedem Essen auf den Tisch kommen, wird kein Brot gereicht.
Zum Frühstück werden in der Alltagsküche die Brote vom Vortag oft in Stücke geschnitten und aufgewärmt oder geröstet und mit Marmelade, manchmal auch mit Butter gegessen; gern werden sie in den Frühstückskaffee (Milchkaffee) getunkt, um sie zu aromatisieren und weicher zu machen. Häufig wird in Frankreich nicht mehr frisches, hart gewordenes Brot weggeworfen, da Brot vielen als billiges Grundnahrungsmittel gilt, das man lieber neu und frisch kauft.
Alle genannten schmalen Brotformen werden entweder als Brotbeilage zum Wein/Salat/Käse trocken oder mit Butter gegessen oder als „Sandwich“ mit Schinken, Käse oder Salat als Fingerfood belegt oder als bestrichene Brotschnitte (französisch tartine) genutzt. Traditionell werden sie auch mit Scheiben von Hartkäse, gekochtem oder luftgetrocknetem Schinken, Pâté oder luftgetrockneter Wurst belegt. Ein französisches Sandwich enthält üblicherweise weder Salat noch Mayonnaise.

## Varianten
Ein Weißbrot gleicher Art ist in Spanien das gebräuchlichste Brot schlechthin, dort wird es als Barra (Stange) bezeichnet. In Spanien ist es üblich, die Barra in drei bis vier Teile zu zerschneiden und diese wie ein Brötchen längs zu zerteilen, um sie mit Schinken, Käse, Chorizo oder Ähnlichem zu belegen, und zwar ohne Salat oder Gurken. Diese Art belegten Brotes heißt in Spanien Bocadillo. Bei der katalanischen Variante des Bocadillo werden die Schnittflächen mit Tomatenhälften eingerieben und mit Olivenöl und ggf. mit Salz gewürzt – dies nennt man auf Katalanisch pa amb tomàquet (Brot mit Tomate).
Es gibt aber auch Varianten aus weniger fein ausgemahlenem Mehl oder anderen Mehlarten wie Dinkel- oder Roggenmehl, manchmal mit Zusätzen wie Kürbiskernen und anderem. Diese haben aber mit dem typischen Baguette wenig gemeinsam, was daran liegt, dass der Name Baguette nicht geschützt ist. Ein Baguette nach der klassischen Führung ist in Deutschland selten. Hier wird meist ein einfacher Weizenbrotteig in der Form des Baguettes verkauft, das auch als Pariserbrot, Stangenbrot, Meterbrot, Franzosenbrot oder Partystange bezeichnet wird. Beliebt sind auch Baguettevarianten aus Vollkornmehl, wobei diese außer der Form wenig mit dem Original gemeinsam haben.
Auch als Baguettes, manchmal korrekter als Baguettebrötchen bezeichnet, werden regional in Deutschland handspannenlange, ovale Brötchen aus dem typischen Teig gehandelt.
Bánh mì ist aus der französischen Kolonialzeit in Vietnam geblieben.
In diversen deutschen Imbissketten werden Baguettes zur Herstellung von Croques verwendet.

## Immaterielles Weltkulturerbe
Im November 2022 wurden das Handwerk und die Kultur des Baguette in Frankreich in die UNESCO-Liste des immateriellen Kulturerbes der Menschheit aufgenommen.